# Waganowice
Waganowice – wieś w Polsce położona w województwie małopolskim, w powiecie krakowskim, w gminie Słomniki.
| SIMC    | Nazwa      | Rodzaj    |
| ------- | ---------- | --------- |
| 0336504 | Stara Wieś | część wsi |
| 0336510 | Topola     | część wsi |
| 0336527 | Zagórze    | część wsi |

W latach 1975–1998 miejscowość administracyjnie należała do województwa krakowskiego.